# Tilachlidiopsis piptadeniae
Tilachlidiopsis piptadeniae är en svampart som beskrevs av Bat. & H. Maia 1955. Tilachlidiopsis piptadeniae ingår i släktet Tilachlidiopsis och familjen Tricholomataceae.   Inga underarter finns listade i Catalogue of Life.